# Nikolaos Tselementes
Nikolaos Tselementes (en griego: Νικόλαος Τσελεμεντές; 1878 - 1958) fue un chef griego de los años 1920. Es considerado uno de los escritores más influyentes de la cocina moderna de Grecia.

## Biografía
Nació en Exampela, una aldea en la isla de Sifnos y creció en Atenas, donde terminó la escuela secundaria. Al principio trabajó como pasante de notario pero pronto se inició en la cocina trabajando en el restaurante de su padre y su tío.[cita requerida]
Estudió cocina en Viena durante un año y, de regreso a Grecia, trabajó para varias embajadas. Se hizo conocido inicialmente en la revista Cooking Guide (Odigos Mageirikis) que comenzó a publicar en 1910, que incluía, además de recetas, consejos de nutrición, comida internacional, noticias culinarias, etcétera.[cita requerida]
En 1919 se convirtió en gerente del hotel Hermes y al año siguiente viajó a Estados Unidos, donde trabajó en algunos de los restaurantes más costosos del mundo, mientras continuaba con sus estudios superiores de culinaria y confitería dietética και.[cita requerida]
En 1920 publicó el influyente libro Guía de Cocina y Pastelería.
En 1932 regresó a Grecia, donde fundó una pequeña escuela de pastelería y cocina. Allí publicó su conocido libro de recetas, que se convirtió en el primer completo libro de cocina de Grecia, con más de quince reimpresiones oficiales en las siguientes décadas.[cita requerida]
En 1956 publica su único libro en inglés, Cocina Griega.
Influenciado por la cocina francesa, fue el modernizador de la cocina griega ya que, gracias a él, las amas de casa griegas aprendieron a preparar la bechamel, la pirozhki y la bullabesa.
Para algunos, este fue un fenómeno similar a la corrupción de la cocina griega con elementos europeos.
El nombre de Tselementes se convirtió en Grecia en un sinónimo de libro de cocina y también se utiliza en broma acerca de alguien que sabe cocinar muy bien.